# Hansrüdi Märki
Hansrüdi Märki (* 18. Juni 1960 in Leuggern) ist ein ehemaliger Schweizer Radrennfahrer.

## Sportliche Laufbahn
Märki (auch Hans-Rüdi Märki) war Teilnehmer der Olympischen Sommerspiele 1984 in Los Angeles. Er bestritt mit dem Vierer der Schweiz die Mannschaftsverfolgung, sein Team belegte den 7. Platz. Mit ihm waren Hans Ledermann, Daniel Huwyler und Jörg Müller im Bahnvierer am Start.
1979 wurde er beim Sieg von Robert Dill-Bundi Dritter der nationalen Meisterschaft in der Einerverfolgung. Im Circuit des Ardennes 1982 gewann er den Prolog.
Von 1986 bis 1992 war er als Berufsfahrer aktiv. 1990 wurde er Vize-Meister im Strassenrennen hinter Rolf Järmann. Märki bestritt einige Sechstagerennen. Die zweiten Plätze in den Rennen in Zürich und in Stuttgart mit Urs Freuler als Partner waren seine besten Resultate.
In der Tour de France 1990 schied er aus.